# Yaremche
Yaremche (en ucraniano: Яремче) es una ciudad de Ucrania perteneciente a la óblast de Ivano-Frankivsk.
En 2016 tiene una población estimada de 8208 habitantes.
Fue fundada en 1787, cuando el territorio pertenecía a la región de Galitzia del Archiducado de Austria. Se sitúa junto al río Prut.
La ciudad es famosa por ser el centro administrativo del parque nacional natural de los Cárpatos.

## Demografía
La ciudad ha tenido los siguientes datos de población en los censos:
- 1959: 4461 habitantes
- 1979: 8394 habitantes
- 2001: 7850 habitantes

Según el censo de 2001, la gran mayoría de la población era hablante de ucraniano (98,99%), siendo muy minoritarios los hablantes de otros idiomas.

## Patrimonio

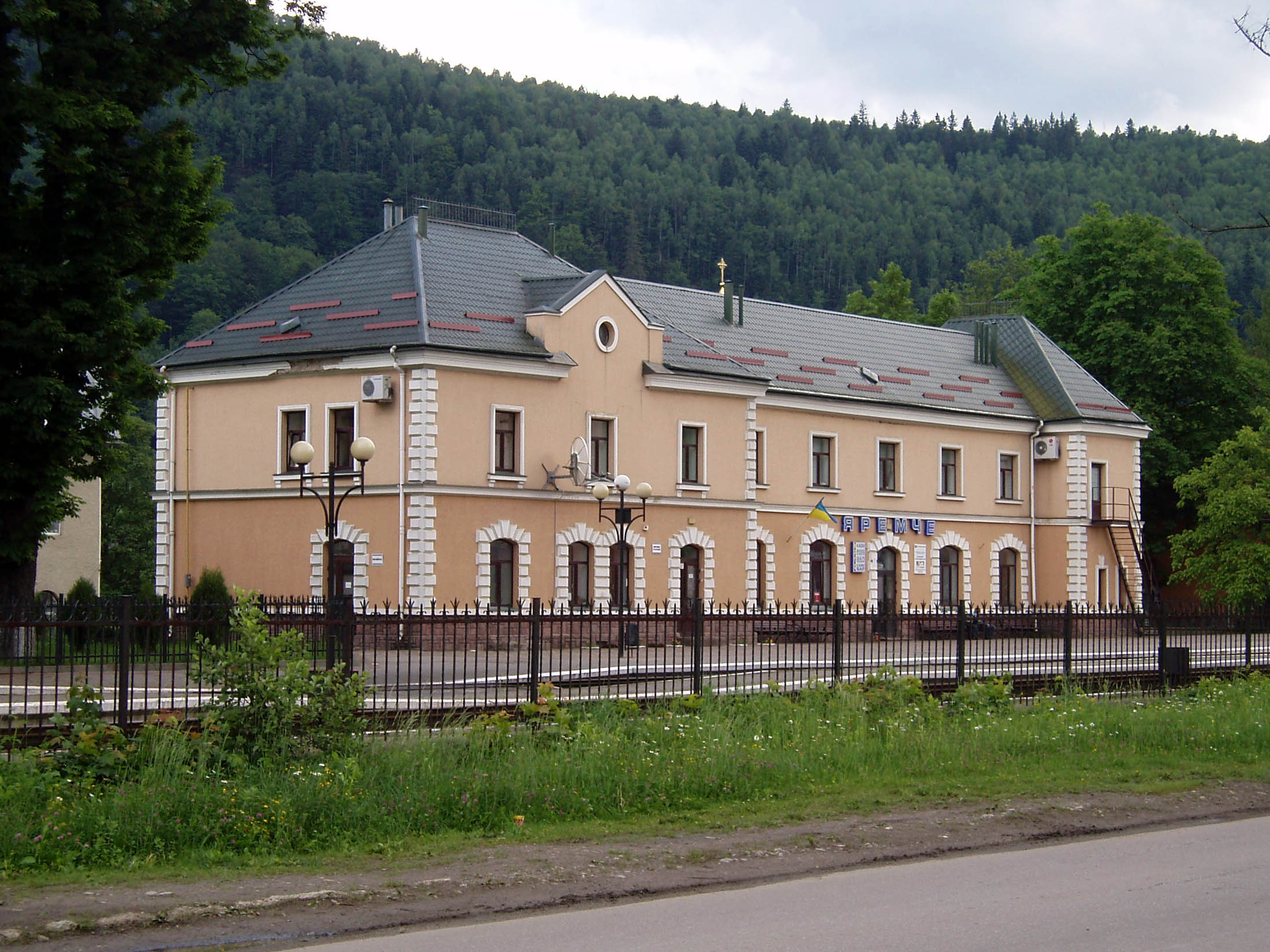
Estación de ferrocarril.
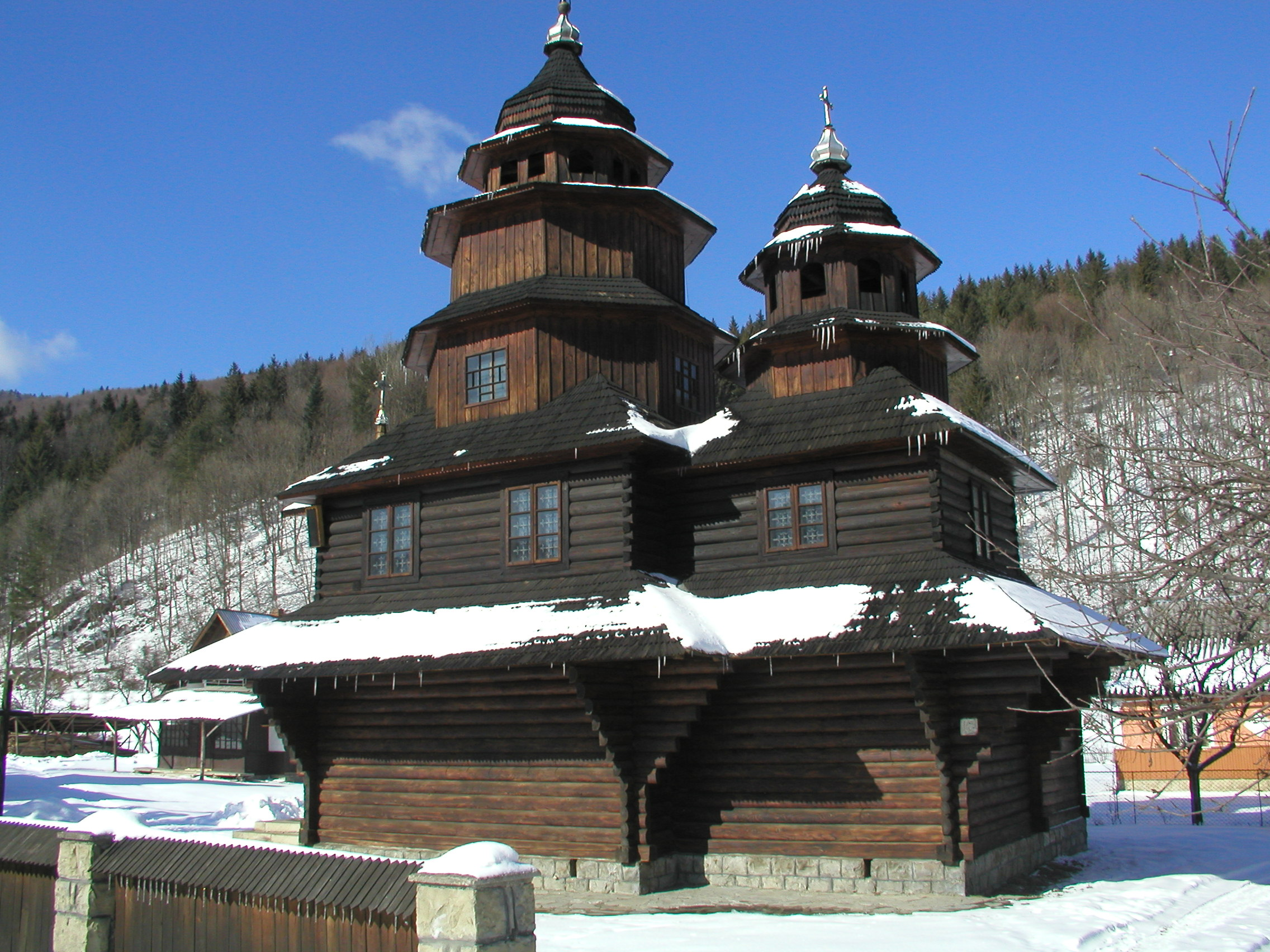
Iglesia de San Elías.
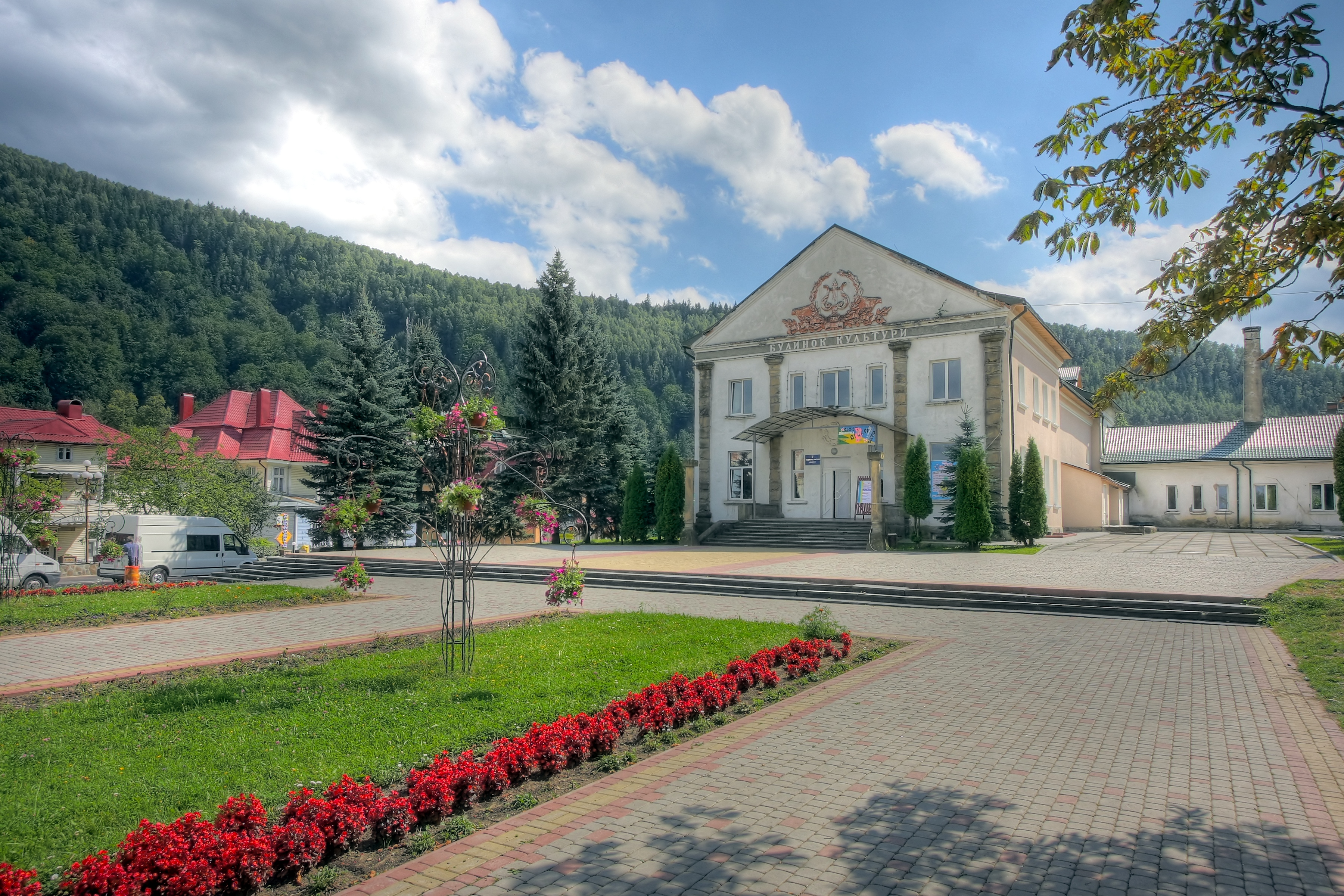
Casa de la cultura.